# Copaxa
Copaxa är ett släkte av fjärilar. Copaxa ingår i familjen påfågelsspinnare.

## Bildgalleri

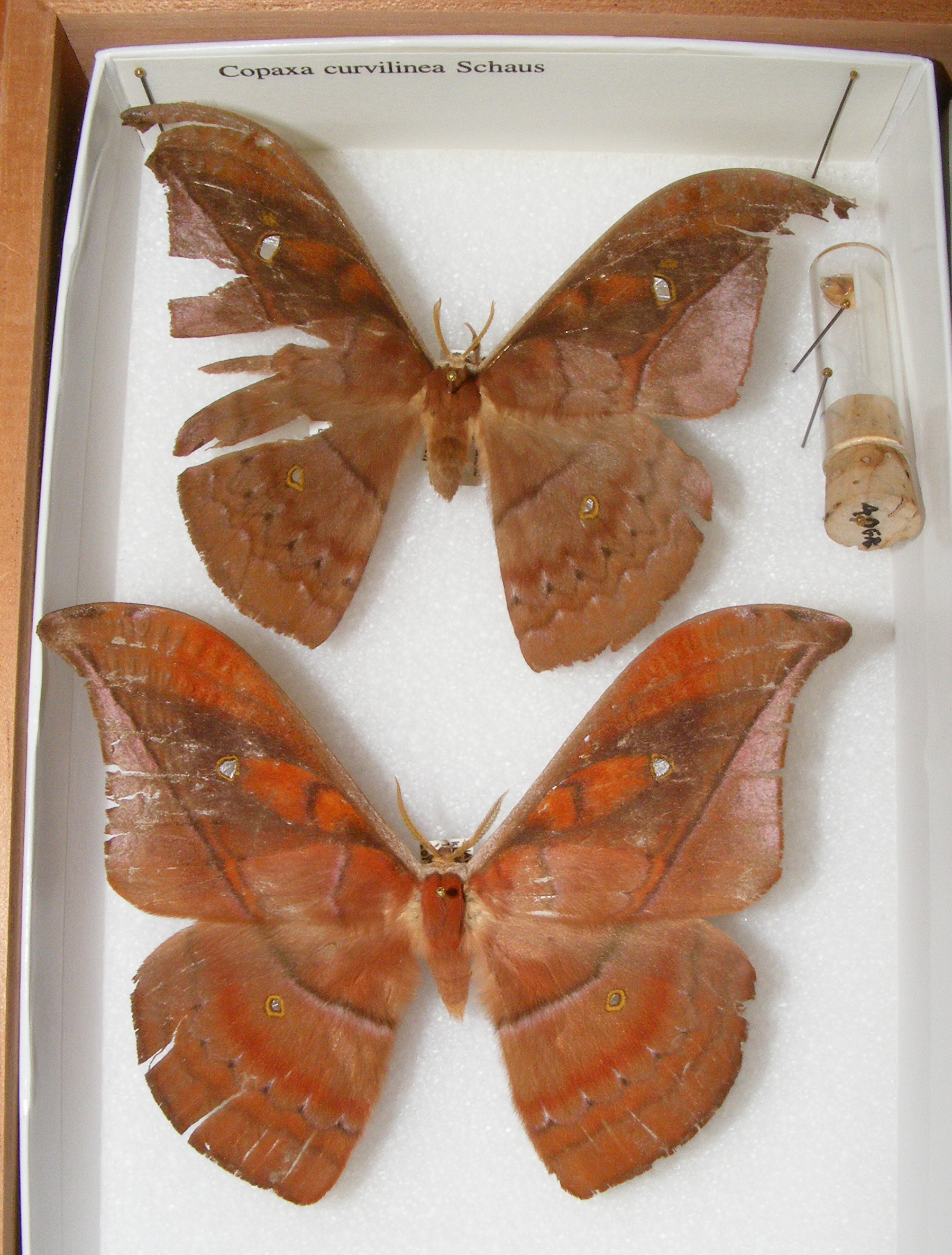
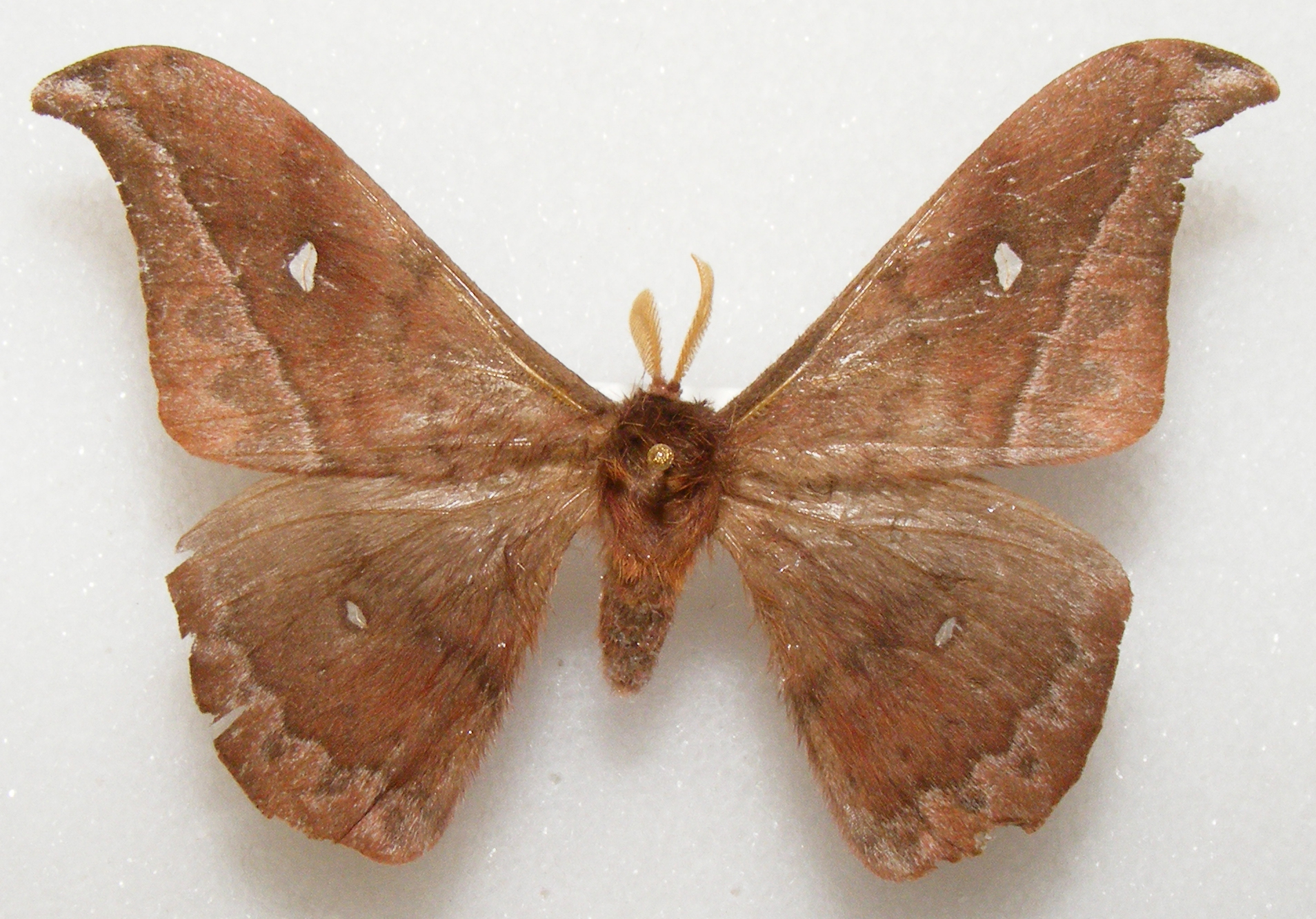
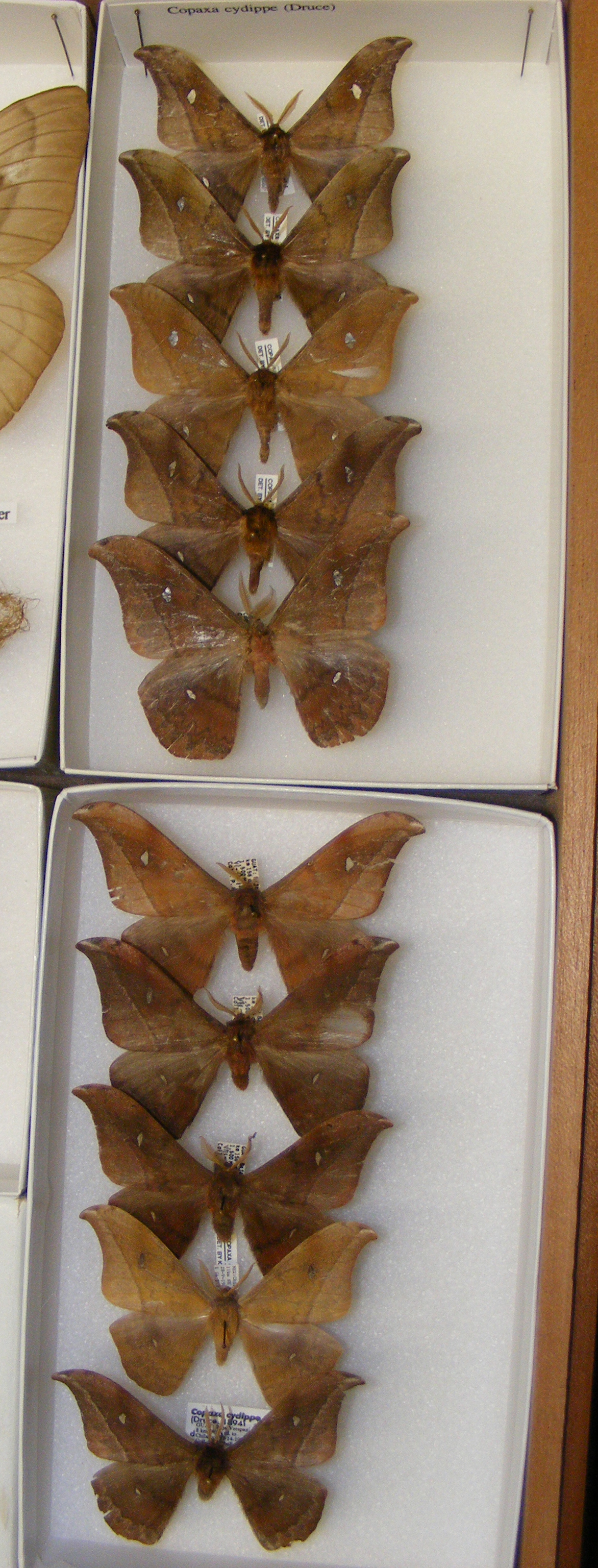
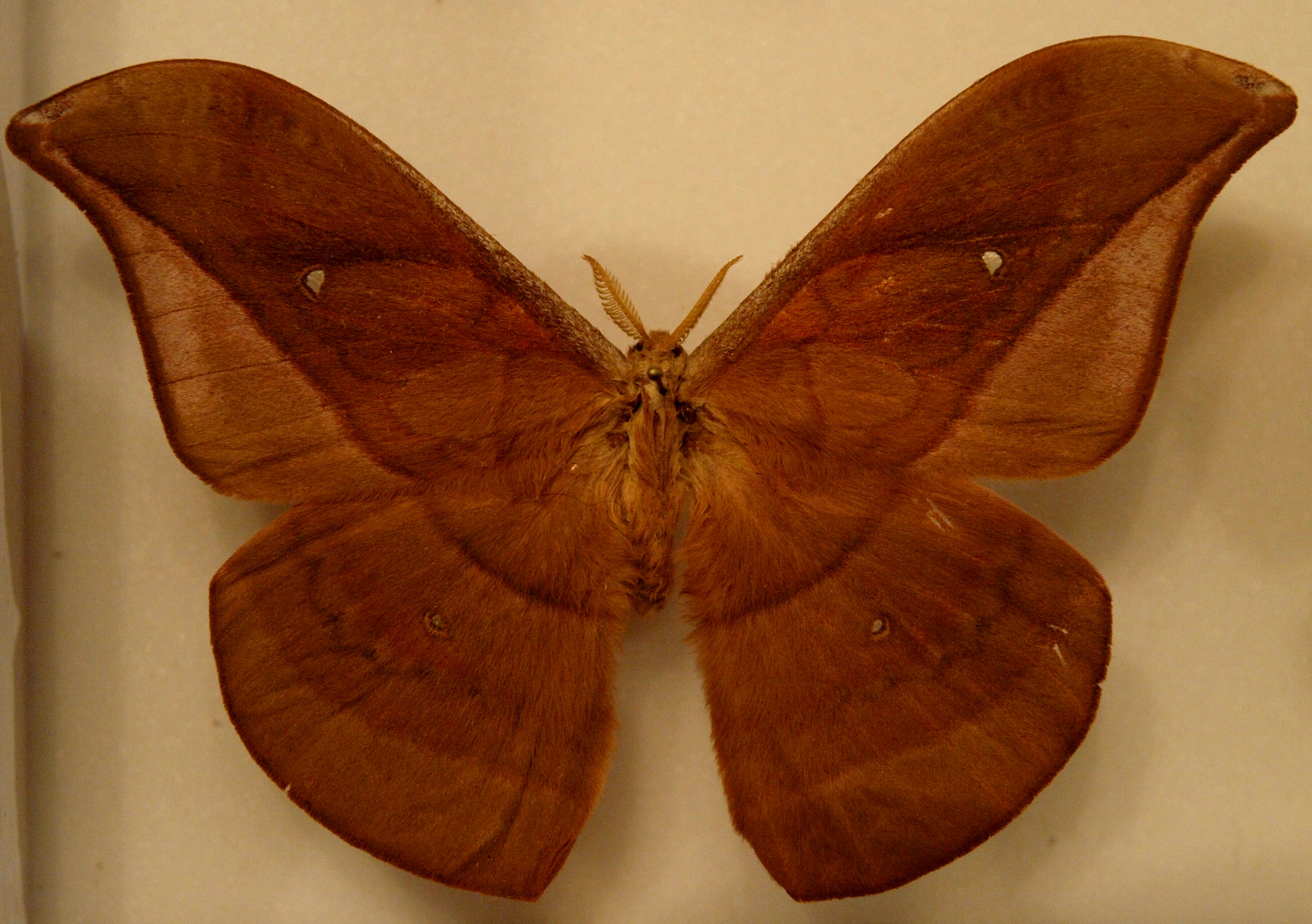
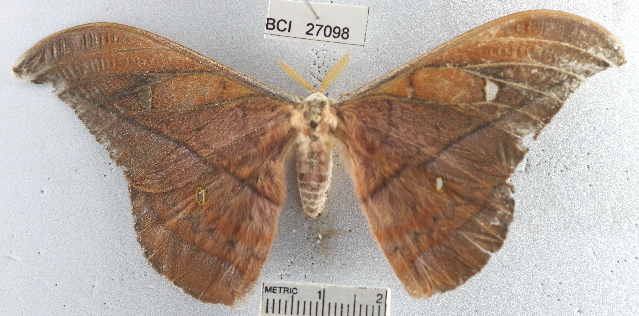
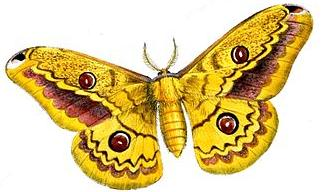

## Dottertaxa tillCopaxa, i alfabetisk ordning[1]
- Copaxa andensis
- Copaxa anestios
- Copaxa arpi
- Copaxa canella
- Copaxa carina
- Copaxa chapata
- Copaxa charila
- Copaxa chorias
- Copaxa cineracea
- Copaxa conjuncta
- Copaxa copaxoides
- Copaxa curvilinea
- Copaxa cydippe
- Copaxa decrescens
- Copaxa denda
- Copaxa denhezi
- Copaxa draudti
- Copaxa escalantei
- Copaxa expandens
- Copaxa flavescens
- Copaxa flavina
- Copaxa flavobrunnea
- Copaxa herbuloti
- Copaxa heringi
- Copaxa joinvillea
- Copaxa koenigi
- Copaxa lavendera
- Copaxa mannana
- Copaxa marona
- Copaxa medea
- Copaxa miles
- Copaxa miranda
- Copaxa moinieri
- Copaxa mornieri
- Copaxa muellerana
- Copaxa multifenestrata
- Copaxa nadari
- Copaxa niepelti
- Copaxa ockendeni
- Copaxa olivina
- Copaxa orientalis
- Copaxa orios
- Copaxa plenkeri
- Copaxa polythyris
- Copaxa purpurascens
- Copaxa pygmaea
- Copaxa rufa
- Copaxa rufinans
- Copaxa rufotincta
- Copaxa sapatoza
- Copaxa satellitia
- Copaxa semioculata
- Copaxa simson
- Copaxa sophronia
- Copaxa syntheratoides
- Copaxa trifenestrata
- Copaxa trimacula
- Copaxa trotschi
- Copaxa vetusta
- Copaxa vitellina